# Plastic Tree
Plastic Tree是1993年所組成的日本視覺系樂團，經紀公司為J-ROCK（AKATSUKI所屬），其唱片公司為Victor Entertainment, Inc.。
Plastic Tree的音樂演奏受到80年代的英式搖滾所影響，充滿文學感的歌詞以及浮游感的歌聲為其特色。主要作曲為團長長谷川正，詞則為主唱有村龍太朗執筆，2002年開始吉他手ナカヤマ アキラ的作品也逐漸增加。

## 簡歷
- 1993年~2006年

- 1993年12月由有村龍太朗以及長谷川正組成。
- 1997年6月「割れた窓」與WARNER MUSIC JAPAN簽約出道。
- 1999年8月25日，首次於涩谷公会堂 one man，同日「Sink」發行。
- 2001年與WARNER MUSIC JAPAN簽約結束，由當時的事務所SWEET CHILD內的SWEET HEART RECORD發行「散リユク僕ラ」，同年於12月底的事務所Event中第三代鼓手Takashi正式離隊。
- 2002年6月以三人的形式推出單曲「蒼い鳥」，同年第四代鼓手ササブチ ヒロシ加入後發行「トロイメライ」，隔日於NHK大廳 初次one man，並收入LIVE DVD「黒テント②」。
- 2004年底與SWEET CHILD簽約結束，12月年末公演「裏cell.」於東京舉行（由J-Rock執行）。
- 2005年初正式移籍至J-Rock，以「原點回歸」意念為軸心開始發片活動，５月單曲「讃美歌」由UNIVERSAL MUSIC發行，10月、11月、12月首次連續三個月發行單曲，12月年末恆例公演「花燃えて、亡霊の涙、天幕に堕ちる。」於東京、大阪舉行。
- 2006年7月首次於歐洲巡迴公演，12月年末恆例公演「冬小屋エレキテル」於東京舉行。

- 2007年

- 2007年3月5日公佈10周年紀念公演於日本武道館，同年4月中展開10周年紀念春天巡迴公演全國12場。
- 2007年7月歐洲Event出演、10月下旬海外公演「Merry Go Around The World」首次亞細亞地區·台灣、11月歐洲巡迴公演。
- 2007年12月初10周年紀念冬天巡迴公演全國10場，並出演12月31日跨年event live「Over the Edge 2007」。

- 2008年

- 2008年4月初春天全國巡迴「悪戯ワンダフルワールド」公演7場，8月初夏天全國巡迴「ステレオ蝙蝠族」公演，初次作為Final場地JCB Hall追加一天共10場。
- 2008年7月來台參加戊子年野台開唱2008 Formoz Festival。
- 2008年10月歐洲巡迴。
- 2008年12月下旬第三度來台於The Wall Live House舉辦one man。
- 2008年12月底至2009年1月底展開2008-2009冬天全國巡迴「ウツセミ」共7場，最終場為睽違六年的東京NHK大廳，並出演12月31日跨年event live「Over the Edge 2008」。

- 2009年

- 2009年1月30日2008-2009冬天全國巡迴「ウツセミ」最終場發表：2009年8月30日再次於日本武道館單獨演出。
- 2009年2月23日鼓手ササブチヒロシ退出發表，3月19日現任團員最後公演於Shibuya-AX（FC限定）決定。
- 2009年5月16、20、21日初FC限定巡迴「サヨナラ三角また来て四角」東名阪三場公演。
- 2009年7月3日，5月FC限定巡迴以來的支援鼓手「佐藤ケンケン」正式成為團員之一。
- 2009年7月17日至8月12日，2009夏季巡迴「梟一座★夏行脚」開始，全國共13場。
- 2009年8月30日、二度於日本武道館單獨公演「テント」。
- 2009年12月19日第四度來台於The Wall Live House。
- 2009年12月20日首次上海公演。
- 2009年12月23日發行新專輯「ドナドナ」。

- 2010年

- 2010年1月中至2月下旬展開冬季巡迴【Re:chord】-レコード-。
- 2010年5月初展開夏季巡迴「Strange fruits-奇妙な果実-15周年・追懐公演」，東名阪三場，FC限定兩場。
- 2010年8月13日舉行第三度日本武道館單獨公演。
- 2010年10月初至11月初展開秋季巡迴「月世界旅行」，11月中加開「月世界旅行～亞洲編～」首次香港公演以及第五次台灣公演。

- 2011年

- 2011年6月10日於西門町電影公園舉辦感謝台灣的義演，也是該樂團首次在海外舉辦的 Free Live。
- 2011年6月11日舉辦為期兩天的六度台灣巡演「Ammonite（小）」台湾編，首日在the WALL公館；次日則在高雄駁二。
- 2011年11月至2012年初展開巡迴11月25日香港公演，12月9日台灣公演。

- 2012年

- 4月14日舉行第四次日本武道館公演『青の運命線 最終公演：テント③』。
- 6月25日迎來主流出道15周年。
- 12月12日發行12th專輯「インク」。
- 12月21日年末公演ゆくプラくるプラ〜台湾編〜在the wall舉行。

- 2013年

- 3月11日-3月17日第一次在東京キネマ倶楽部舉辦連續七天的公演『裏インク』。
- 6月6日電視節目『ONGAX〜Plasic Treeの千プラ〜』在千葉テレビ播放。
- 10月10日 Plastic Tree Autumn tour 2013「瞳孔乱反射」IN ASIA 台灣場在the wall舉行。
- 12月迎來成團20周年。

- 2014年

- 3月5日第一張迷你專輯『echo』發行。
- 7月4日電視節目『Plastic Treeの千プラ』第二季於千葉テレビ播放。

- 2015年

- 春巡「Slow Dive」。
- 5月23日舉辦樂團史上首次男子限定LIVE「Boys Don’t Cry」。
- 10月12日首次舉辦對盤公演「虚を捨てよ、町へ出よう」。
- 12月23日發行13th專輯「剥製」。

- 2016年

- 春巡「剥製」 。
- 秋巡「Black Silent/White Noise」。

- 2017年

- 二十周年“樹念”春巡「念力発生」。
- 8月25日第十次來台，在高雄LIVE WAREHOUSE舉行二十週年“樹念”台灣公演。
- 秋巡「雨を観たかい」
- 12月29日 主流出道二十周年“樹念” 2017年末公演ゆくプラくるプラ～海月リクエストの夕べ・シングル編～
- 12月30日 主流出道二十周年“樹念” 2017年末公演ゆくプラくるプラ～海月リクエストの夕べ・シングルカップリング編～

## 成員

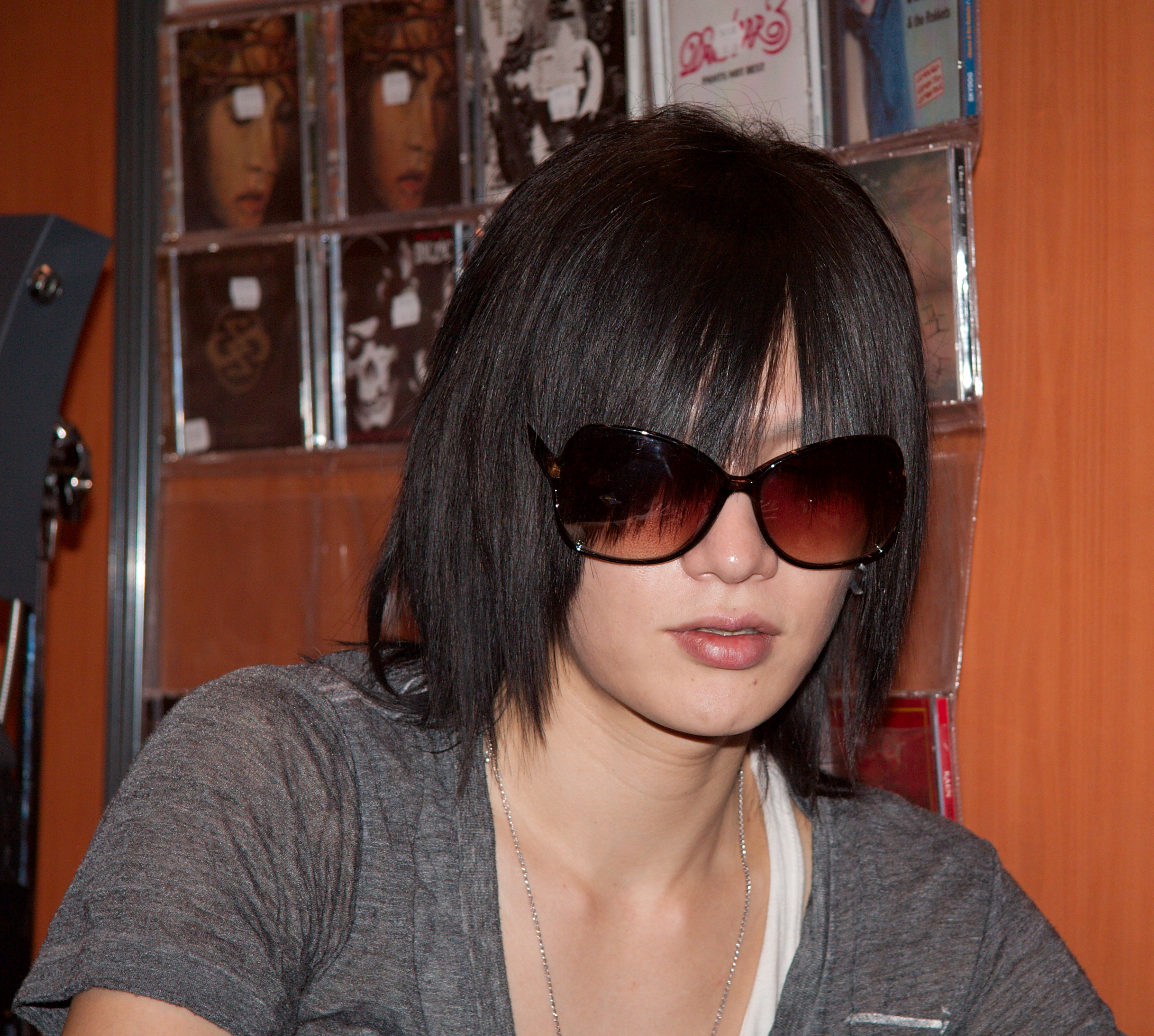
有村龍太朗，2007年

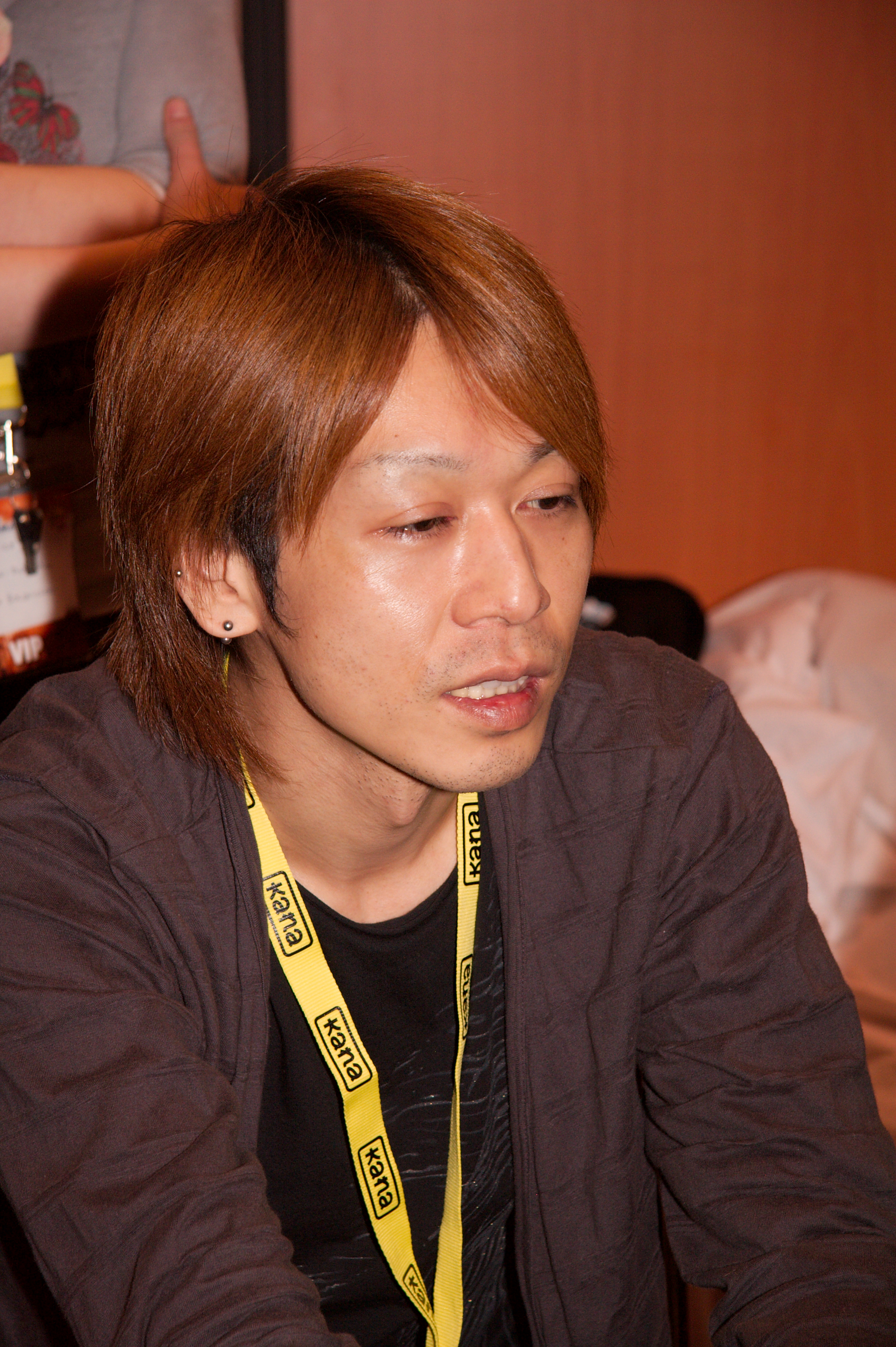
中山明，2007年

- 有村 龍太朗（Arimura Ryutaro）- Vocal。（名字變化形：龍太郎→Ryutaro→龍太朗）
  - 生日：1973年3月6日
  - 出身：千葉
  - 血型：AB
  - 樂團經歷：Religion Mix, Drop'in Shop lifters
  - 私團：ネジ。
  - 2016年展開solo project，推出專輯《デも／demo》
- 長谷川 正（Hasegawa Tadashi）- Bass。
  - 生日：1970年11月16日
  - 出身：千葉
  - 血型：O
  - 樂團經歷：Cam'-Flage
  - 私團：bulb
- 中山 明（表記：ナカヤマ アキラ，Nakayama Akira）- Guitar。
  - 生日：1971年1月16日
  - 出身：北海道
  - 血型：A
  - 樂團經歷：Religion Mix
  - 私團：date you
- 佐藤ケンケン（Drums）
  - 生日：1978年1月8日
  - 出身：長崎縣
  - 血型：O
  - 私團：泡

### 以前的成員
- KOJI（こうじ）（Drums）
- SHIN（しん）（Drums）

- 大正谷　隆　（Osyoudani Takashi）（Drums）
  - 生日：1972年1月15日
  - 血型：B

- 笹渕　啓史（表記：ササブチ ヒロシ，Sasabuchi Hiroshi）（Drums）
  - 生日：1976年10月12日
  - 出身：北海道室蘭市
  - 血型：A

## 作品

### 單曲
| No.    | 單曲名稱                                          | c/w | 發行日期       |
| ------ | ------------------------------------------------- | --- | -------------- |
| Indies | リラの樹                                          | エンジェルダスト、Sick | 1996年9月25日  |
| 01     | 割れた窓                                          | 鳴り響く、鐘 | 1997年6月25日  |
| 02     | 本当の嘘                                          | アブストラクト・マイライフ | 1998年02年15日 |
| 03     | 絶望の丘                                          | ぬけがら | 1998年7月25日  |
| 04     | トレモロ                                          | パノラマ、祈り 、「月世界」 | 1999年3月10日  |
| 05     | Sink                                              | エンゼルフィッシュ | 1999年8月25日  |
| 06     | ツメタイヒカリ                                    | ブランコから | 1999年12月10日 |
| 07     | スライド.                                         | オルガン、ベランダ | 2000年04年19日 |
| 08     | ロケット                                          | 存在理由 | 2000年12月7日  |
| 09     | プラネタリウム                                    | エンジェルダスト、液体 | 2001年2月7日   |
| 10     | 散リユク僕ラ                                      | ギチギチ、プラットホーム | 2001年11月14日 |
| 11     | 蒼い鳥                                            | ガーベラ | 2002年6月26日  |
| 12     | バカになったのに                                  | もしもピアノが弾けたなら | 2003年5月21日  |
| 13     | もしもピアノが弾けたなら                          | バカになったのに | 2003年7月9日   |
| 14     | 水色ガールフレンド                                | lilac | 2003年10月1日  |
| 15     | 「雪蛍」                                          | 白い足跡、冬の海は遊泳禁止で | 2004年1月21日  |
| 16     | 春咲センチメンタル                                | 本日は晴天なり | 2004年3月10日  |
| 17     | メランコリック                                    | ジンテーゼ | 2004年7月28日  |
| 18     | 讃美歌                                            | 光合成 | 2005年5月11日  |
| 19     | 名前のない花                                      | パラノイア | 2005年10月12日 |
| 20     | Ghost                                             | 水彩 | 2005年11月16日 |
| 21     | 空中ブランコ                                      | 月の光をたよりに | 2005年12月14日 |
| 22     | ナミダドロップ                                    | 六月の雨 | 2006年5月10日  |
| 23     | スピカ                                            | ロム | 2007年1月24日  |
| 24     | 真っ赤な糸／藍より青く                            | | 2007年5月16日  |
| 25     | アローンアゲイン、ワンダフルワールド              | サイケデリズム | 2008年4月9日   |
| 26     | リプレイ／Dolly                                   | | 2008年8月13日  |
| 27     | 梟-フクロウ-                                      | コンセント。 | 2009年6月10日  |
| 28     | サナトリウム                                      | パイドパイパー | 2009年10月28日 |
| 29     | ムーンライト―――                                   | バンビ | 2010年7月28日  |
| 30     | みらいいろ                                        | Paper plane | 2010年12月15日 |
| 31     | 靜脈                                              | 痛い青(Rebuild)、鳴り響く、鐘(Rebuild) | 2012年2月29日  |
| 32     | くちづけ                                          | くちづけ(2012年4月14日・日本武道館・初演版)、 トランスオレンジ(Rebuild)、クローゼットチャイルド(Rebuild)                                                                          | 2012年6月20日  |
| 33     | シオン                                            | シオン(2012年7月8日録音・弾き語り版) 、 トまひるの月(Rebuild)、エーテルノート(Rebuild)                                                                                            | 2012年9月5日   |
| 34     | 瞳孔                                              | 時間坂、 時間坂(Akira Nakayama remix)、アイレン、アイレン(Akira Nakayama remix)、瞳孔(Instrumental)                                                                               | 2013年9月4日   |
| 35     | マイム                                            | トゥインクル、リコール、マイム (Instrumental) | 2014年9月3日   |
| 36     | スロウ                                            | [通常盤] カオスリロン、マイム【Voodoo Carnival Remix】、スロウ (Instrumental) [初回限定盤] カオスリロン、スロウ (Instrumental)                                                    | 2015年3月4日   |
| 37     | 落花                                              | [通常盤] 感傷ダイアリー、GEKKO OVERHEAD (2015年5月23日・男子限定公演版)、梟 (2015年5月23日・男子限定公演版)、落花 (Instrumental) [初回限定盤] 感傷ダイアリー、落花 (Instrumental) | 2015年9月2日   |
| 38     | サイレントノイズ                                  | 静かの海、シンクロ、サイレントノイズ (Instrumental) | 2016年8月17日  |
| 39     | 念力                                              | creep、サーカス (Live Arrange Version)、念力 (Instrumental) | 2017年1月15日  |
| 40     | 雨中遊泳                                          | ユートピアベリーブルー、雨中游泳 (Instrumental) | 2017年6月21日  |
| No.    | 專輯名稱                                          | 發行日期 |                |
| Indies | Strange fruits-奇妙な果実-                        | 1995年12月11日 |                |
| Indies | 奇妙な果実 (『Strange fruits-奇妙な果実-』第二版) | 1997年6月25日 |                |
| 01     | Hide and Seek                                     | 1997年7月10日 |                |
| 02     | Puppet Show                                       | 1998年8月26日 |                |
| 03     | Parade                                            | 2000年8月23日 |                |
| 04     | トロイメライ                                      | 2002年9月21日 |                |
| 05     | シロクロニクル                                    | 2003年10月22日 |                |
| 06     | cell.                                             | 2004年8月25日 |                |
| 07     | シャンデリア                                      | 2006年6月28日 |                |
| 08     | ネガとポジ                                        | 2007年6月27日 |                |
| 09     | ウツセミ                                          | 2008年9月24日 |                |
| 10     | ドナドナ                                          | 2009年12月23日 |                |
| 11     | アンモナイト                                      | 2011年4月6日 |                |
| 12     | インク (INK)                                      | 2012年12月12日 |                |
| 13     | 剥製                                              | 2015年12月23日 |                |

### 精選專輯
| No. | 專輯名稱                             | 發行日期                        |
| --- | ------------------------------------ | ------------------------------- |
| 01  | Cut ～Early Songs Best Selection～   | 2001年3月27日                   |
| 02  | Plastic Tree Single Collection       | 2001年11月14日                  |
| 03  | Premium Best                         | 2002年11月7日                   |
| 04  | 黒盤                                 | 2005年10月26日                  |
| 05  | 白盤                                 | 2005年10月26日                  |
| #   | Plastic Tree Single Collection(再版) | 2006年9月6日                    |
| 06  | B面畫報                              | 2007年9月5日                    |
| 07  | ゲシュタルト崩壊                     | 2009年8月26日 2009年9月4日 台壓 |
| 08  | ALL TIME THE BEST                    | 2010年7月7日                    |

### 影像・DVD
| 標題                                                                | 發行日期                               | 備註     |
| ------------------------------------------------------------------- | -------------------------------------- | -------- |
| 二次元ヲルゴール                                                    | VHS：1999年7月28日 DVD：2005年2月9日   | PV集     |
| 二次元ヲルゴール2                                                   | VHS：2000年11月8日 DVD：2000年11月22日 | PV集     |
| 黒テント                                                            | 2002年3月21日                          | LIVE DVD |
| 黒テント2                                                           | 2002年12月18日                         | LIVE DVD |
| 二次元ヲルゴール3                                                   | 2004年12月22日                         | PV集     |
| 花燃えて、亡霊の涙、天幕に墮ちる。                                  | 2006年3月29日                          | LIVE DVD |
| ゼロ                                                                | 2007年12月19日                         | LIVE DVD |
| Merry Go Around The World                                           | 2008年12月24日                         | LIVE DVD |
| テント                                                              | 2009年11月25日                         | LIVE DVD |
| ゲシュタルト崩壊 -映像編-                                           | 2009年12月23日                         | PV集     |
| 珠玉と秘密の公演                                                    | 2010年7月7日                           | LIVE DVD |
| Ch.P                                                                | 2010年10月27日                         | LIVE DVD |
| 「ゆくプラ くるプラ」振替公演「ゆくプラ きたプラ」                  | 2011年9月7日                           | LIVE DVD |
| アンモナイト 実演版                                                 | 2011年12月14日                         | LIVE DVD |
| メジャーデビュー十五周年"樹念"『Hide and Seek』-追懐公演-【Hide盤】 | 2013年3月20日                          | LIVE DVD |
| メジャーデビュー十五周年"樹念"『Hide and Seek』-追懐公演-【Seek盤】 | 2013年3月20日                          | LIVE DVD |
| 青の運命線 最終公演：テント③ 於 日本武道館                          | 2013年6月19日                          | LIVE DVD |

### 音樂合輯
1. 漆黒のシンフォニーⅡ（Rusty、Neverless Smile）（1995年2月）
2. V-ROCK Disney（Chim Chim Cher-ee (Mary Poppins)）（2011年9月14日）

### 相關書籍
- あおむしドロップ／著者：有村 竜太朗（Zappy連載）
- カメラ．オブスキュラ／有村 竜太朗（Zy.3周年特別企画DVD+真集）
- Plastic Tree FiLE（2006年1月，前1000本附有序號卡）
- 忘却モノローグ‐10th Anniversary Archives of Plastic Tree‐

（2007年9月15日，A4変型判／104P 附DVD，ISBN：978-4-8356-1675-9）
- 五十音式／著者：有村 竜太朗（KERA!連載／2002～2007）（2007年12月25日）
- Plastic Tree FiLE#2（2009年4月，前3000本附有序號卡）
- 絶望ワンダーランド（2013年3月6日、音楽専科社）
- 有村竜太朗の歩き方。絶望ワンダーランド2〜プラハ編〜（2015年7月4日、音楽専科社、攝影:寫眞館ゼラチン）
- 有村竜太朗の歩き方。絶望ワンダーランド3〜バルセロナ編〜（2016年11月、J-ROCK）

### 會場配布物／DEMO／其它
- アリスの眠り袋（video）
- Poison Biscuit（demo tape）
- イノセントピクチャーショウ（video，收錄曲：「Sick」PV、「Angel Dust」演唱實景）
- 裏．cell. 2004年12月28日LIVE音源（Jellyfish Breed初梯次入會限定CD）（2005年3月）
- ゼロ（2007年9月8日，日本武道館10周年紀念公演來場者限定配布音源）

## 外部連結
- Plastic Tree OFFICIAL WEB SITE 日本官方網站
- Plastic Tree（页面存档备份，存于）（前）日本華納音樂官方網站
- musicJAPANplus艺人资料库 - Plastic Tree（页面存档备份，存于） （英文）
- Plastic Tree OfficialBlog 『ぶっち斬りブログ』（页面存档备份，存于）（前）鼓手ササブチヒロシBLOG
- Plastic Tree - UNIVERSAL J（前）日本環球音樂官方網站
- Plastic Tree 猫印 オフィシャルブログ「猫印。による人間観察日記」 Plastic Tree官方部落格
- Plastic Tree - 徳間ジャパン（页面存档备份，存于）（前）徳間JAPAN官方介紹網頁
- Plastic Tree | Victor Entertainment（页面存档备份，存于）（現）Victor Entertainment官方介紹網頁
- schwarzes Zelt - Plastic Tree fansite